# Syssphinx
Syssphinx — род чешуекрылых из семейства павлиноглазок и подсемейства Ceratocampinae.

## Систематика
В состав рода входят:
- Syssphinx bisecta (Lintner, 1879) — Северные и Восточные США
- Syssphinx bicolor (Harris, 1841) — Северные и Восточные США, Мексика
- Syssphinx heiligbrodti (Harvey, 1877) — Техас, Мексика
- Syssphinx hubbardi Dryar, 1902 — Техас, Нью-Мехико, Аризона, Калифорния
- Syssphinx blanchardi (Ferguson, 1971) — Техас
- Syssphinx montana (Packard, 1905) — Аризона, Мексика
- Syssphinx raspa (Boisduval, 1872) — Аризона, Мексика
- Syssphinx albolineata (Grote & Robinson, 1866) — Техас, Мексика
- Syssphinx quadrilineata (Grote & Robinson, 1867) — от Мексики до Панамы, Венесуэла, Гватемала, Эквадор
- Syssphinx xanthina Lemaire, 1984 — Гватемала
- Syssphinx molina (Cramer, 1780) — Мексика, Гватемала и Суринам
- Syssphinx bidens (Rothschild, 1907) — Эквадор
- Syssphinx amena (Travassos, 1941) — Эквадор
- Syssphinx colla Dyar, 1907 — Мексика
- Syssphinx colloida (Dyar, 1925) — Мексика
- Syssphinx digueti (Bouvier, 1929) — Мексика
- Syssphinx gomezi Lemaire, 1984 — Мексика
- Syssphinx malinacoensis (Lemaire, 1975) — Мексика
- Syssphinx mexicana (Boisduval, 1872) — Мексика
- Syssphinx modena Dyar, 1913 — Мексика
- Syssphinx pescadori Lemaire, 1988 — Мексика
- Syssphinx yucatana (Druce, 1904) — Мексика
- Syssphinx isias (Boisduval, 1872) — Мексика